# 郭洁 (运动员)
郭洁（1912年1月16日—2015年11月15日），男，中国田径运动员。

## 生平
1912年生於大連
。他在1936年柏林夏季奥林匹克运动中，参加了男子铁饼比赛。2008年他參加過北京奧運會西安地區的火炬傳遞活動。